# Black and white cookie

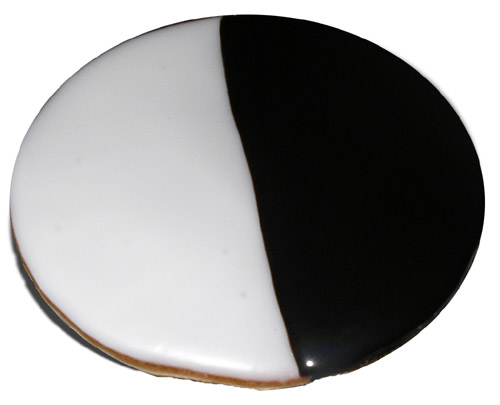
Una black and white cookie.

La black and white cookie (en inglés ‘galleta negra y blanca’), también conocida como half and half cookie (‘galleta mitad y mitad’) o half moon (‘medialuna’), es un shortbread tierno, parecido al bizcocho, que se glasea media con fondant de vainilla y la otra media con fondant de chocolate negro. Se parece a la neenish tart, aunque ésta va rellena con mermelada por el centro, mientras la black and white cookie no.
Se considera a menudo un aperitivo típico de Nueva York. En Alemania suelen elaborarse solo con un glaseado de fondant de vainilla, llamándose Amerikaner (‘americano’).

## Historia
Hay cierta confusión sobre el origen de la black and white cookie, llamada a veces half moon. Este último nombre es común en Upstate New York y Nueva Inglaterra. Sin embargo, en Nueva York solo se encuentran como black and whites. Aunque ambos nombres se usan a menudo indistintamente, en realidad hay considerables diferencias entre ambas variedades, principalmente en las texturas y la base del glaseado.
Las half moons nacieron en Utica (Nueva York), en la famosa panadería Hemstrought's en la primera mitad del siglo XX. Las half moons vienen casi siempre con una base de chocolate, con glaseado de fudge negro en un lado y azúcar blanca por el otro. Hemstrought's también hacía una variante con base de vainilla y glaseado de fudge y azúcar, además de vanilla moons (vainilla) y coconut moons (coco) completas, con base tanto de vainilla como de chocolate. La panadería Hemstrought's original cerró hace años, pero aún elabora half moons para supermercados locales, donde siguen pudiendo adquirirse.
Las black and whites tienen una base más seca, parecida a una galleta, y glaseado fondant. También suelen ser de mayor tamaño.